# Rebecca Muzerie
Rebecca Louise Muzerie (nacida Rebecca Louise Girling, Bristol, 3 de diciembre de 1989) es una deportista británica que compitió en remo.
Ganó una medalla de plata en el Campeonato Europeo de Remo de 2018, en la prueba de ocho con timonel. Participó en los Juegos Olímpicos de Tokio 2020, ocupando el séptimo lugar en la misma prueba.

## Palmarés internacional
| Campeonato Europeo | Campeonato Europeo    | Campeonato Europeo | Campeonato Europeo |
| Año                | Lugar                 | Medalla            | Prueba             |
| ------------------ | --------------------- | ------------------ | ------------------ |
| 2018               | Glasgow (Reino Unido) | Medalla de plata   | Ocho con timonel   |